# Cikeusal (Cimahi)
Cikeusal is een bestuurslaag in het regentschap Kuningan van de provincie West-Java, Indonesië. Cikeusal telt 4030 inwoners (volkstelling 2010).